# Jezioro Pichola
Pichola (hin. पिछोला झील) to sztuczne jezioro położone w mieście Udaipur w stanie Indii. Jest najbardziej znanym z pięciu jezior nad którymi położone jest miasto Udaipur oraz jednym z najbardziej znanych jezior w regionie.

## Historia
Jezioro Pichola powstało w wyniku budowy zapory przez Pichhu Banjara na zlecenie władcy królestwa Mewar Rana Lakha w 1362 roku, aby utworzyć zbiornik wodny dla miasta. W drugiej połowie XVI wieku tama została wzmocniona i jezioro powiększone w trakcie rozbudowy miasta przez maharadżę Udai Singha II.

## Taj Lake Palace
Na jednej z wysp w jeziorze Pichola, znajduje się luksusowy hotel Taj Lake Palace, zbudowany w 1746 roku przez maharadżę Jagat Singha II. 